# ای. جی. پترسون
ای. جی. پترسون (انگلیسی: A. J. Paterson؛ زادهٔ ۳۱ ژانویهٔ ۱۹۹۶) بازیکن فوتبال اهل ایالات متحده آمریکا است.
از باشگاه‌هایی که در آن بازی کرده‌است می‌توان به اشاره کرد.
وی همچنین در تیم ملی فوتبال گرنادا بازی کرده‌است.